# 大石寺 (笛吹市)
大石寺（だいせきじ）は、山梨県笛吹市境川町石橋にある真言宗醍醐派（醍醐寺末）の寺院。地図上では吉祥寺と表記されている。

## 歴史
創建時期は定かではないが、寛文年間に衰退したところを、順覚法印が中興したと伝えられる。

## 火渡り
修験道の厄除け（交通安全、無病息災、家内安全、五穀豊穣など）祭りで、刃渡りの儀、切り払いの儀、火伏せの儀、山伏せの儀、湯立ての儀、火渡りの儀が行われる。火渡りの儀では、一般の人でも火を渡ることができる。

## 参考資料
- 笛吹市イベントカレンダー 大石寺火渡り